# Mirjana Karanovićová
Mirjana Karanovićová (srbsky Мирјана Карановић, * 28. ledna 1957 Bělehrad) je srbská herečka.
Debutovala v roce 1980 titulní rolí v historickém filmu Petřin osud, který natočil Srđan Karanović podle románu Dragoslava Mihailoviće. Je absolventkou Fakulty dramatických umění Umělecké univerzity v Bělehradě, kde později působila jako profesorka a děkanka. V letech 1988 až 2001 byla členkou souboru Jugoslávského dramatického divadla v Bělehradě.
Hrála ve filmech Emira Kusturici (Otec na služební cestě, Underground, Život je zázrak), Lordana Zafranoviće (Pád Itálie), Gorana Paskaljeviće (Sud prachu), Živojina Pavloviće (Cesta do Katangy) a Jasmily Žbanićové (Grbavica). Získala cenu pro nejlepší herečku na filmovém festivalu v Pule v letech 1980 (za Petřin osud) a 1985 (za film Otec na služební cestě). V roce 2019 jí byla za celoživotní dílo udělena cena Dobričin prsten.
V roce 2016 debutovala jako scenáristka a režisérka psychologickým dramatem o rodině poznamenané válečnými traumaty Dobrá manželka, v němž hrála hlavní roli. Film byl oceněn na festivalech v Clevelandu a Motovunu.
Angažuje se v hnutí za lidská práva, podpořila bělehradský pochod Gay Pride. V roce 2017 podepsala deklaraci prominentních intelektuálů požadující používání společného srbochorvatského jazyka jako prevence nacionalismu na území bývalé Jugoslávie.

## Filmografie
- 1980 Petřin osud
- 1980 Mistři, mistři
- 1981 Pád Itálie
- 1982 Dvije polovine srca
- 1985 Otec na služební cestě
- 1987 Cesta do Katangy
- 1989 Sabirni centar
- 1995 Underground
- 1998 Sud prachu
- 2002 Nedotčeni sluncem
- 2003 Svědkové
- 2004 Život je zázrak
- 2005 Go West
- 2006 Grbavica
- 2009 Tady a tam
- 2010 Na cestě
- 2012 Smrt člověka na Balkáně
- 2012 Vír
- 2014 Pomník Michaelovi Jacksonovi
- 2014 Rovnocenní
- 2016 Dobrá manželka
- 2016 Deník strojvůdce
- 2017 Rekviem za paní J.
- 2018 Apsurdni eksperiment
- 2019 Dnevnik Diane Budisavljevic